# Espeon y Umbreon
Espeon y Umbreon, conocidos en Japón con los nombres Eifie (エーフィ Ēfi?) and Blacky (ブラッキー Burakkī?), son dos especies Pokémon de las franquicia Pokémon de Nintendo y Game Freak. Creados por Ken Sugimori, aparecieron por primera vez en los videojuegos Pokémon Oro y Plata, posteriormente aparecieron en otros juegos, títulos spinoff y adaptaciones animadas de la franquicia.

## Concepto y características
Espeon es un Pokémon basado en un gato de color lavanda o parecido y es una de las múltiples evoluciones de Eevee (se espera que salgan más aún) que apareció con la salida al mercado japonés de Pokémon Gold y Silver. Es un Pokémon de tipo . La apariencia de Espeon está basada en el Nekomata, un animal mitológico japonés que tiene un cuerpo felino con una cola bífida y ojos de un color sólido. El pelaje de Espeon es muy sensible, con lo cual es útil para predecir el tiempo o las acciones del contrincante en las batallas. Su cola bífida se estremece cuando esto ocurre. Una joya roja yace en su cabeza y brilla siempre que Espeon usa sus habilidades psíquicas. Los Espeon son descritos como unos Pokémon muy leales hacia su entrenador una vez que estos seres ven que son dignos. Se dice que tienen la habilidad de desarrollar poderes precognitivos para así poder proteger a sus entrenadores, y así Espeon puede también ver el futuro. Eevee evoluciona a Espeon cuando muestra un grado de amistad elevado hacia su entrenador y subiéndolo de nivel durante el día. Un objeto llamado Sun Shard también se puede usar en Pokémon XD, un Sun Ribbon en Pokémon Mystery Dungeon: Blue y Red, Explorers of Time, y Explorers of Darkness. De acuerdo con IGN, el nombre de Espeon en las versiones inglesa y española deriva de "ESP" y del sufijo "-eon", el que tienen todas las evoluciones de Eevee.
En cuanto a Umbreon, este Pokémon es de color negro oscuro con anillos dorados en la frente, orejas, cola y patas, tiene las orejas y la cola puntiagudas y ojos rojos. Es la evolución de Eevee de tipo .